# Dev1ce
Ніколай «dev1ce» Редц (дан. Nicolai Reedtz, більш відомий як device і devve до 2016 року) народився 8 вересня 1995 року — данський професійний гравець в Counter-Strike: Global Offensive та колишнім професійним гравцем Counter-Strike: Source, який зараз грає за Astralis. Він відомий як один із найкращих гравців усіх часів, який стабільно грає на дуже високому індивідуальному рівні з 2014 року.
Протягом 5 років гри в Astralis із січня 2016 року, до квітня 2021 року, коли його придбала NIP, dev1ce виграв чотири мейджори, отримав нагороду MVP на двох із них і виграв численні інші турніри та нагороди MVP.

## Кар'єра
Початок кар'єри Ніколая Редца почалася ще в 2009 році. Він грав Counter-Strike: Source, проте не зумів досягти великих висот. У 2013-му спробував сили у CS:GO, стартував у складі Copenhagen Wolves . У листопаді, п'ятірці вдалося посісти 5-8 місце на DreamHack Winter 2013 . У грудні колектив втрачає спонсорську підтримку та продовжує виступ під тегом über G33KZ. 
У лютому 2014-го склад підписують Team Dignitas . Під прапором нової організації хлопцям вдається зайняти 3-4 місце на ESL Major Series One Katowice 2014 та ESL One: Cologne 2014 . У січні 2015-го гравці прощаються з організацією та стають під прапор Team SoloMid .
Найгучнішими досягненнями стали перемоги на PGL CS:GO Championship Series Kick-off Season та FACEIT League 2015, FACEIT 2015 Stage 2 , срібло на ESL ESEA Pro League Invitational , золото на PGL CS:GO Championship Series Season 1 . У грудні п'ятірка розлучилася з клубом, і в січні, заручившись спонсорською підтримкою, створила організацію Astralis . Під новим тегом хлопці виграли безліч турнірів,а також Мейджори такі як: ELEAGUE CS:GO Premier 2018, FACEIT Major: London 2018 , IEM Katowice Major 2019 та StarLadder Berlin Major 2019.
В 2021 році він підписав контракт з шведською організацією Ninjas in Pyjamas, де більшість часу був в ін-активі.
В 2022 році 27 жовтня device повернувся назад в Astralis.